# الانتخابات الرئاسية التركية 1938
جرت الانتخابات الرئاسية التركية لسنة 1938 بشكل إستثنائي ولفترة سنة واحدة، بعد وفاة رئيس الجمهورية التركية في منصبه الغازي كمال أتاتورك بمرض تشمع الكبد بتاريخ 10 نوفمبر 1938 وقبل 9 أشهر من التنصيص على مبدأ العلمانية في الدستور التركي. اجتمعت الجمعية الوطنية الكبرى لاختيار رئيس الجمهورية، حيث استقر الامر على أحد أبطال حرب الاستقلال والنائب عن ولاية ملاطية عصمت إينونو رئيسا للجمهورية.

## التصويت
| إنتخاب رئيس الجمهورية التركية 11 نوفمبر 1938 | إنتخاب رئيس الجمهورية التركية 11 نوفمبر 1938 | إنتخاب رئيس الجمهورية التركية 11 نوفمبر 1938 | إنتخاب رئيس الجمهورية التركية 11 نوفمبر 1938 | إنتخاب رئيس الجمهورية التركية 11 نوفمبر 1938 |
| -------------------------------------------- | -------------------------------------------- | -------------------------------------------- | -------------------------------------------- | -------------------------------------------- |
| عدد أعضاء المجلس                             | عدد أعضاء المجلس                             | عدد أعضاء المجلس                             | عدد أعضاء المجلس                             | 399                                          |
| الحاضرون في التصويت                          | الحاضرون في التصويت                          | الحاضرون في التصويت                          | الحاضرون في التصويت                          | 348                                          |
| الغائبون عن التصويت                          | الغائبون عن التصويت                          | الغائبون عن التصويت                          | الغائبون عن التصويت                          | 51                                           |
| الأصوات الباطلة أو الإمتناع                  | الأصوات الباطلة أو الإمتناع                  | الأصوات الباطلة أو الإمتناع                  | الأصوات الباطلة أو الإمتناع                  | 0                                            |
| المترشح                                      | الإنتماء الحزبي                              | النتيجة                                      | النسبة                                       | نسبة المشاركة                                |
| عصمت إينونو                                  | حزب الشعب الجمهوري                           | 348                                          | 100%                                         | 87,2%                                        |